# Koba LaD
Le texte peut changer fréquemment, n’est peut-être pas à jour et peut manquer de recul. 
Le titre et la description de l'acte concerné reposent sur la qualification juridique retenue lors de la rédaction de l'article et peuvent évoluer en même temps que celle-ci.
Pour les articles homonymes, voir Koba.
Koba LaD, nom de scène de Marcel Junior Loutarila, est un rappeur, mannequin, acteur français né le 3 avril 2000 à Saint-Denis dans le département  de Seine-Saint-Denis.
En 2018, il sort son premier album, VII, qui est certifié disque de platine sept mois après sa sortie. Son second album, L'Affranchi sort en 2019 et est certifié double disque de platine trois ans et cinq mois après sa sortie. En 2020, il sort son troisième album, Détail, qui est certifié disque de platine un peu moins de deux ans après sa sortie. En 2024, il sort un album commun avec le rappeur Zola, Frères ennemis, qui est notamment porté par le titre Temps en temps, qui connaît un succès fulgurant sur TikTok et qui est certifié en 2024 single de platine en Belgique et single de diamant en France. L'album est certifié disque d'or trois mois après sa sortie.
Après de nombreux déboires judiciaires, le 10 septembre 2024, il est impliqué dans un accident de la route mortel. Le 25 juin 2025, il est condamné à six ans de prison, à une annulation du permis de conduire et l’interdiction de l’obtenir pendant dix ans, ainsi qu’une interdiction de contact pendant trois ans avec l’ensemble des parties civiles.
En juin 2025, sa discographie comprend en France 1 disque d’or, 3 disques de platine et 1 double disque de platine. Il totalise également 40 singles d’or, 6 singles de platine et 12 singles de diamant.

## Biographie

### Enfance et famille

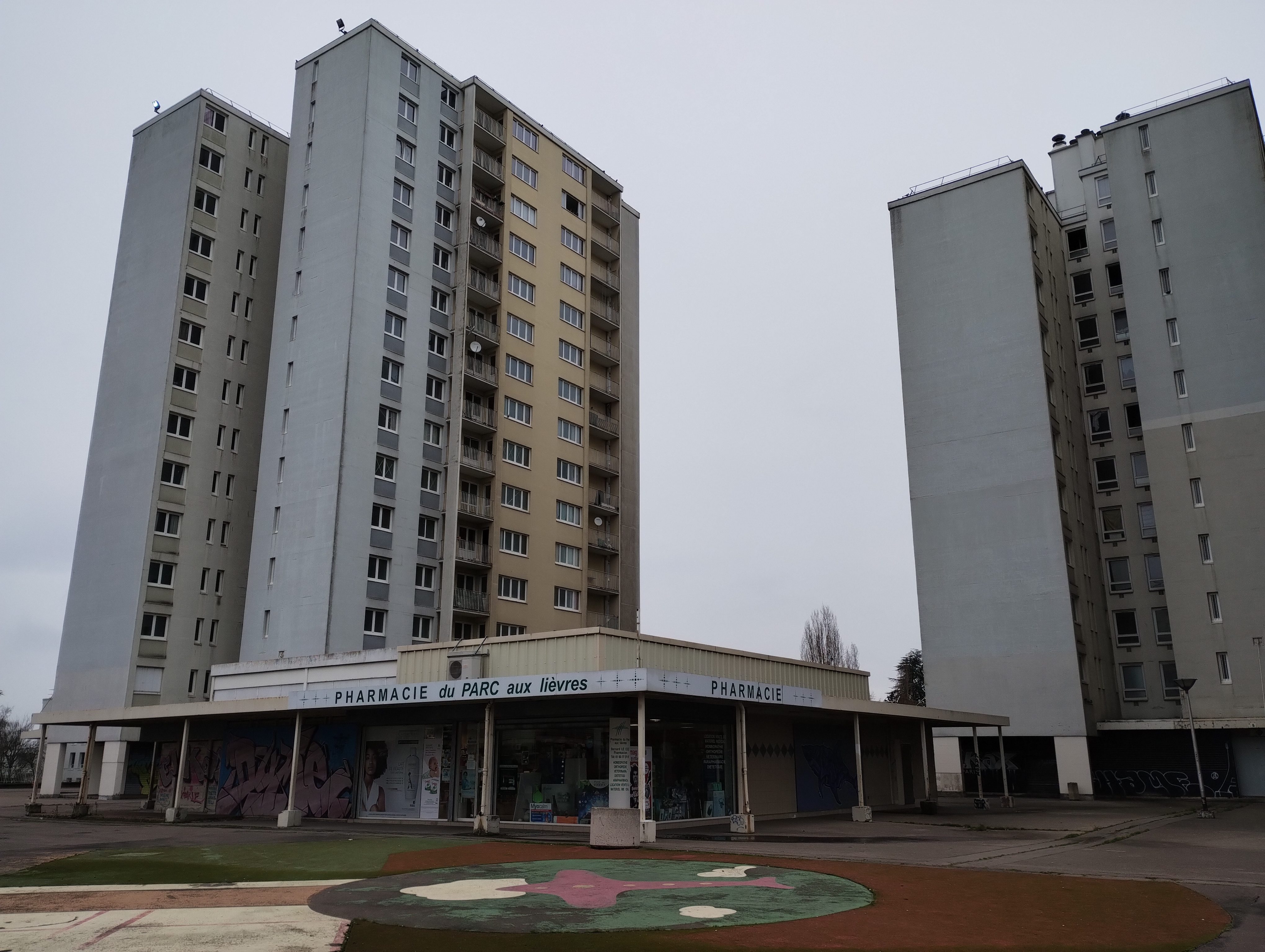
Le Parc aux Lièvres.

Koba LaD grandit à Évry (Essonne). D’origine brazza-congolaise, il réside avec sa mère et ses dix frères et sœurs au quartier du Bois-Sauvage, avant d'emménager au quartier du Parc aux Lièvres aux alentours de ses dix ans. Il est le grand frère du rappeur MattKe.

### Carrière

#### Débuts
Il débute dans le rap à quinze ans. Il commence à préparer un bac pro commerce mais à seize ans, alors en classe de seconde, il est renvoyé de son lycée pour absentéisme.

#### Révélation au grand public et premier album:VII(2017-2018)
En décembre 2017, âgé de 17 ans il débute la série de freestyles « Ténébreux » qui va le faire connaître nationalement, lui permettant de signer sur le label Def Jam France. Le 11 mai 2018 sort un EP compilant les cinq freestyles.
Fort de son nouveau succès, Koba LaD dévoile tour à tour les titres Train de vie, J'encaisse, La C, et Oyé avant de sortir son premier album studio, intitulé VII, le 28 septembre 2018. VII s'écoule à 18 604 exemplaires durant sa première semaine d'exploitation. Ce premier album se hisse au sommet du classement Apple Music, est certifié disque d'or en novembre 2018 puis disque de platine fin mars 2019.

#### L'Affranchi(2019)
Le 19 avril 2019, Koba LaD publie à 19 ans son deuxième album studio intitulé L'Affranchi, dont le titre fait référence au film Les Affranchis de Martin Scorsese. Le projet comporte quinze pistes et offre des collaborations avec les rappeurs Niska, Maes et Ninho. Le 27 septembre, l'artiste sort une réédition de L'Affranchi. L'album est certifié disque de platine en novembre 2019.

#### DétailetLe Classico organisé(2020-2021)
Le 22 septembre 2020, Koba LaD annonce la sortie prochaine de son nouvel album Détail dont la publication est prévue pour le 23 octobre 2020. La veille de la sortie de l'album, il publie le clip Coffre plein avec Maes et Zed. Une semaine après sa sortie, l'album totalise 16 670 ventes.
En novembre 2021, il participe au titre Le Classico organisé sur l'album collectif éponyme.
Le 5 juin 2024, Koba LaD quitte le label Capitol France et signe avec Epic Records France.

### Vie privée
De février à avril 2022, il est en couple avec l'influenceuse et créatrice de contenu pour adulte Astrid Nelsia,. En avril 2024, Koba LaD officialise son couple avec la chanteuse Wejdene.

## Origine du nom de scène
Son nom de scène est inspiré par le singe Koba dans la saga La Planète des singes (inspirée d'un roman français) ; « LaD » peut signifier à la fois « la débrouille, la détaille, la défonce ».

## Revenus
En 2024, il dit avoir gagné entre 10 000 € (10 000 €2024) et 30 000 € (30 000 €2024) par mois. Lors du procès de juin 2025, la procureur lui rappelle que sa société est déficitaire, à quoi il répond avoir des problèmes avec les impôts.

## Controverses

### Mars 2019: accusations d'apologie du viol
Le 1er mars 2019, Koba LaD sort le freestyle « RR », qui est supprimé de toutes les plateformes de streaming au bout de quelques heures, vraisemblablement à l'initiative de sa maison de disque,. Pour cause, une punchline interprétée comme une apologie du viol par une partie du public : « Et maintenant j'peux baiser la meuf que j'veux, sans demander son avis. »,. La punchline sera par la suite réécrite et intégrée au featuring « RR 9.1 » avec Niska : « Mais maintenant, elles veulent toutes baiser avec moi (avec moi), sans demander mon avis ».

### Février 2020: accusations d'homophobie
Le 16 février 2020, Koba LaD suscite une polémique en partageant sur Snapchat la capture d'écran d'un article sur le meurtre de Giovanni Melton, un afro-américain de 14 ans assassiné par son père. L'article est titré : « Ce père tue son propre fils de 14 ans parce qu’il était gay : " Il préfère un fils mort qu’un fils gay " ». Il est accompagné de quatre émojis représentant des poignées de main et d'un laconique « Bien joué ».  Le lendemain, Koba LaD déclare : « Là, vous me faites mal à la tête, hein. Ça sert à rien d'essayer de polémiquer, de me coller l'étiquette d'homophobe. Moi, je suis pas homophobe, hein. Chacun pour soi, Dieu pour tous. J'ai mis un screen hier, c'est vrai j'aurais pas dû le mettre. Mais je cautionne pas du tout le meurtre, ni l'enfant gay, rien à voir, hors sujet, c'est une incompréhension. ». Dans une autre vidéo, publiée le même jour, il poursuit : « Ouais, ouais, ouais, mais faut notifier, faut souligner, hein, que le screen d'hier, là, les mains qui serrent, le « Bien fait »,  c'est pas moi qui l'ai marqué. Moi, j'ai vu la capture, je l'ai screen [...] je l'ai partagé [...] dans ma foncedé ».
À la suite de ces propos, il est déprogrammé des festivals suivants : Main Square, VYV, Garorock, Dour, We Love Green, Marsatac, Art Rock, Panoramas et Free music. Son concert à la BAM de Metz est également annulé.
Le 19 mai 2020, Koba LaD publie une vidéo sur Instagram, dans laquelle il dénonce l'homophobie et revient sur l'incident : « la capture, je voulais la partager pour montrer que c'est une dinguerie de tuer son fils parce qu'il était gay. Mais en vrai, j'ai rien à voir avec l'homophobie. Je suis pas du tout homophobe. J'ai pas fait attention aux commentaires, et [...] elle est là mon erreur. Mais rien à voir avec l'homophobie. C'est pour ça qu'il faut toujours, toujours faire attention à ce que vous allez écrire ou partager sur le net parce qu'il peut y avoir de grosses retombées pour ceux qui sont victimes d'homophobie, et c'est pas bon. ».

### Mars 2020: non-respect du confinement durant la pandémie de Covid-19
En mars 2020, durant la pandémie de Covid-19, il assure qu’il ne respectera pas le confinement sanitaire avant de revenir quelques jours plus tard sur ces propos. Koba LaD introduit en effet son nouveau clip, Ça ira mieux demain, par un message prophylactique via lequel il exprime également sa reconnaissance au personnel hospitalier.

### Août 2024: annulation d'unshowcaseau Maroc
Le 13 août 2024, un showcase de Koba LaD dans la boite de nuit Bling Bling Luxury Club située à Tanger, au Maroc, est déprogrammé à l'initiative de cette dernière. Cette décision fait suite à un appel au boycott de l'artiste, motivé par son tweet du 4 janvier 2019, jugé désobligeant à l'égard des femmes marocaines : « J'ai baisé tes cousines au Maroc grâce à mes musique fils de pute va ».

## Affaires judiciaires

### Accident de circulation à Marseille (novembre 2020)
Le 20 novembre 2020, vers 18 h 30, Koba LaD perd le contrôle d'une Porsche Macan bleue de location à l'angle des rues du Coq et de la Grande armée, dans le 1er arrondissement de Marseille. À cette occasion, il percute de plein fouet une automobiliste quinquagénaire, la blessant légèrement au dos. Initialement retenu par des passants, il parvient à prendre la fuite à pied. Le 24 novembre 2020, il se présente de lui-même au commissariat et reconnaît être l'auteur des faits. Le 27 novembre 2020, il est condamné à 3 mois de prison avec sursis probatoire, 140 heures de travaux d'intérêt général et 4 mois de suspension de permis au cours d’une comparution sur reconnaissance préalable de culpabilité (CRPC). Il est par ailleurs tenu d'effectuer un stage de sensibilisation à la sécurité routière.

### Bagarre enshowcaseà Bruxelles (novembre 2021)
Le 10 novembre 2021, Koba LaD et son entourage sont attaqués par un groupe de jeunes bruxellois d'origine marocaine avant son showcase au Mirano de Bruxelles. L'attaque est motivée par son tweet du 4 janvier 2019, jugé désobligeant à l'égard des femmes marocaines : « J'ai baisé tes cousines au Maroc grâce à mes musique fils de pute va ». S’en étaient immédiatement suivi des appels au boycott de l’artiste et même des menaces de mort à son encontre. La police bruxelloise met un terme à la confrontation, permettant au showcase de reprendre. Koba LaD niera l'incident survenu dans la capitale belge via une story Instagram.

### Séquestration et violences sur son manager (avril 2022 - janvier 2025)
En avril 2022, Koba LaD et trois de ses proches passent à tabac et séquestrent Deuspi, le manager de l'artiste, dans le cadre d'une « expédition vengeresse ». Le 13 janvier 2025, il est condamné à quinze mois de prison ferme.

### Bagarre en boîte de nuit à Paris (novembre 2022 - septembre 2024)
Le 26 novembre 2022, vers 6 h, Koba LaD et deux ou quatre de ses amis, quasiment tous ivres, sont interpellés et placés en garde à vue à la sortie de la boîte de nuit « The Key », située dans le IXe arrondissement de Paris,. L'artiste et ses amis sont impliqués dans une bagarre « ultra-violente, sauvage et barbare », au cours de laquelle trois hommes et une femme sont blessés, notamment à coups de bouteilles. Au moment de l'arrivée des secours, deux victimes se trouvent dans un état grave, gisant inconscientes sur le sol. L'une, emmenée à l'hôpital Georges Pompidou, présente une plaie au niveau du crâne. L'autre, pris en charge par le Samu, a le visage tuméfié et une entaille à la main. Le 28 novembre 2022, Koba LaD et trois autres hommes sont mis en examen par un juge d'instruction parisien dans le cadre d'une information judiciaire ouverte pour violences aggravées. Koba LaD est initialement placé en détention provisoire à la prison de la Santé. Par la suite, il est transféré au centre pénitentiaire de Bois-d'Arcy, après qu'un témoin, que le rappeur Maes lui avait demandé de protéger, a été passé à tabac dans une cour de promenade. Le 27 mars 2023, Koba LaD est libéré sous contrôle judiciaire. Le 18 juillet 2023, les magistrats acceptent une mainlevée partielle de son contrôle judiciaire, dont il avait fait la demande afin de se produire le mois suivant en Espagne et au Portugal. Reconnu coupable d'avoir porté un coup de bouteille à l'une des victimes, ainsi qu'un coup de pied et un coup de genou, Koba LaD est condamné le 25 septembre 2024 à 24 mois de prison dont 12 mois assortis d'un sursis probatoire de deux ans. La partie ferme de sa condamnation est aménagée sous la forme d'une surveillance électronique.

### Accident de la route mortel à Créteil (septembre 2024 - juin 2025)
Le 10 septembre 2024, vers 23 h, Koba LaD est impliqué dans un accident de la route mortel, sur une bretelle d'accès d'une station-service Total sur l'A86 à Créteil, faisant un mort et trois blessés légers,. La personne tuée dans l'accident est son styliste William Kristopher Johnson, de son vrai nom William Dogbey, qui se trouvait sur le siège passager du véhicule conduit par Koba LaD. 
Le 25 juin 2025, il est condamné à six ans de prison et à une annulation du permis de conduire et l’interdiction de l’obtenir pendant dix ans, ainsi qu’une interdiction de contact pendant trois ans avec l’ensemble des parties civiles.

### Lien avec l'évasion mortelle de Mohamed Amra (depuis mars 2025)
Un groupe baptisé la Black Manjak Family est soupçonné d’avoir joué un rôle central dans l’évasion de Mohamed Amra le 14 mai 2024 au péage d'Incarville, évasion qui coûte la vie à deux agents pénitentiaires. Dans ce groupe figurent des proches de Koba LaD. En mars 2025, plusieurs membres de ce groupe dont un associé du rappeur, nommé Hervé Mendy, sont placés en garde à vue le 3 mars 2025. Ce dernier a été acquitté d'un meurtre en 2018 par manque de preuves,.
Dans un premier temps non suspecté,, Koba LaD est placé en garde à vue dans le cadre de cette enquête le 24 mars 2025, puis mis en examen le 28 mars.

## Discographie
En juin 2025, sa discographie comprend en France 1 disque d’or, 3 disques de platine et 1 double disque de platine. Il totalise également 40 singles d’or, 6 singles de platine et 12 singles de diamant.
En Belgique, le titre Temps en temps, issu de l'album commun avec Zola est certifié en 2024 single de platine,.

### Singles
- 2017 : Ténébreux #1
- 2017 : Ténébreux #2
- 2018 : Ténébreux #3
- 2018 : Ténébreux #4
- 2018 : Rentable
- 2018 : Ténébreux #5
- 2018 : Train de vie
- 2018 : J'encaisse
- 2018 : La C
- 2018 : Oyé
- 2018 : Chambre 122
- 2018 : ORgueilleux
- 2019 : FeFe
- 2019 : Aventador
- 2019 : RR
- 2019 : R44
- 2019 : RR 9.1 (feat. Niska)
- 2019 : Cellophané (feat. Ninho)
- 2019 : Quotidien (feat. Maes)
- 2019 : Matin
- 2019 : Four
- 2019 : Marie
- 2019 : Mortel
- 2020 : Coffre Plein (feat. Maes, Zed)
- 2021 : Bedodo
- 2021 : Cramé (feat. Oboy)
- 2021 : Tue ça (feat. Guy2Bezbar, SDM)
- 2021 : Daddy Chocolat (feat. Gazo)
- 2021 : Doudou (feat. Naps)
- 2024 : Freestyle BMF #1
- 2024 : Freestyle BMF #2
- 2024 : Un peu d'amour

### Apparitions
- 2018 : Chargé de GLK feat. Koba LaD et RK
- 2021 : C'est comme ça - Gotti Maras
- 2024 : 911 de Ninho et Niska feat. Koba LaD